# 萨绍利
萨绍利（Sasauli），是印度哈里亚纳邦Yamunanagar县的一个城镇。总人口15753（2001年）。

## 人口
该地2001年总人口15753人，其中男性8526人，女性7227人；0—6岁人口1611人，其中男882人，女729人；识字率77.62%，其中男性为83.52%，女性为70.67%。